# Psychotria pectinata
Psychotria pectinata är en måreväxtart som beskrevs av Julian Alfred Steyermark. Psychotria pectinata ingår i släktet Psychotria och familjen måreväxter. Inga underarter finns listade i Catalogue of Life.